# 鎮賚県
鎮賚県（ちんらい-けん）は中華人民共和国吉林省白城市に位置する県。県人民政府の所在地は鎮賚鎮。

## 歴史
1910年（宣統2年）、清朝により設置された鎮東県を前身とする。1947年（民国36年）に賚北県と統合され鎮賚県と改称された。

## 行政区画
3街道、7鎮、2郷、2民族郷を管轄：
- 街道弁事処：鶴城街道、鎮東街道、賚北街道
- 鎮：鎮賚鎮、坦途鎮、東屏鎮、大屯鎮、沿江鎮、五棵樹鎮、黒魚泡鎮
- 郷：建平郷、嘎什根郷
- 民族郷：哈吐気モンゴル族郷、莫莫格モンゴル族郷

## 交通

### 鉄道
- 中国国家鉄路集団
  - 平斉線
    - 鎮賚駅

### 道路
- 高速道路
  -  双嫩高速道路（中国語版）
- 国道
  -  G231国道（中国語版）